# Stylephorus chordatus
Stylephorus chordatus — вид променеперих риб, єдиний у родині Stylephoridae та ряді Stylephoriformes.

## Таксономія
Традиційно вид Stylephorus chordatus у монотиповій родині Stylephoridae відносили до ряду лампридоподібних (Lampriformes). У 2007 році зроблено аналіз послідовностей мітохондріальної та ядерної ДНК, згідно з яким найближчими родичами Stylephorus є тріскоподібні (Gadiformes). Тому родину Stylephoridae запропоновано виділити у монотипових ряд Stylephoriformes.

## Поширення
Вид поширений у тропічних та субтропічних океанах на глибині 300—800 м.

## Опис
Тіло видовжене, завдовжки до 28 см. Хвостовий плавець складається з 5 коротких твердих променів та двох надзвичайно довгих гнучких променів, які можуть сягати 90 см завдовжки. Спинний плавець простягується від голови до хвостового плавця, та складається з 110—120 м'яких променів. Грудні плавці розташовані з боків грудей та складаються з 10-11 променів. Анальний плавець з 14-16 променів. Черевні плавці зредуковані, залишився лише один м'який промінь. Очі телескопічні. Рот маленький, висувний. Зуби дрібні. Плавального міхура немає.

## Спосіб життя
Плаває у товщі води на значній глибині. Вночі здійснює вертикальні міграції догори для годування. Плаває у вертикальному положенні головою вгору. Живиться зоопланктоном. Здобич всмоктує, збільшуючи спеціальний мішок на голові.